# Universidade do Sagrado Coração (Tóquio)
A Universidade do Sagrado Coração (聖心女子大学 Seishin Joshi Daigaku) é uma instituição de ensino superior particular e católica japonesa para mulheres, localizada no bairro Shibuya, em Tóquio.
Foi estabelecida em 1916, pela Sociedade do Sagrado Coração, como uma escola especial. É uma das mais antigas universidades para mulheres do Japão.
A Universidade do Sagrado Coração possui uma faculdade de Artes Liberais, cujos departamentos estão listados abaixo:
- Departmento de Línguas Estrangeiras e Literatura
- Departmento de Língua Japonesa e Literatura
- Departmento de História
- Departmento de Filosofia
- Departmento de Educação

## Alunos famosos
- Michiko Shōda, mais tarde Imperatriz do Japão
- Sadako Ogata, ex-alta-comissária das Nações Unidas para os Refugiados